# Уругвај (река)
Уругвај (шп. Río Uruguay, порт. Rio Uruguai) је река на југоистоку Јужне Америке, која заједно са реком Парана гради широки естуар Рио де ла Плата.
Извире у планинама Сера Жерал у држави Санта Катарина у Бразилу. Дуга је 1790 km. Површина слива је 370.000 km². Чини границу између Аргентине и Бразила, па Аргентине и Уругваја.
На језику гварани, Уругвај значи „река шарених птица“. На својој експедицији (1519-1522), Магелан је наишао на ову реку и назвао је Сан Кристобал. Источна Република Уругвај је добила име по овој реци, и чињеници да се налази на њеној источној (левој) обали. Најважнија привредна корист од реке је брана и хидроелектрана Салто Гранде.

## Курс
Река је дугачка око 1.838 km (1.142 mi) и почиње у Сера до Мар у Бразилу, где се спајају река Каноас и Пелотас, на око 200 m (660 ft) изнад средњег нивоа мора. У овој фази река пролази кроз нераван, изломљен терен, формирајући брзаке и падове. Њен ток кроз Рио Гранде до Сул није плован.
Необична карактеристика реке Уругвај је потопљени кањон. Овај кањон је настао током леденог доба, када је клима била сушнија, а река ужа. Његова дубина је до 100 m (330 ft) испод дна речног канала и широка је 1/8 до 1/3 као река. Кањон је видљив само на два места, од којих је једно водопад Мокона (који се назива и водопад Јукума). Међутим, водопади нису видљиви 150 дана у години и постају више као брзаци када нису видљиви. За разлику од већине водопада, водопади Мокона су паралелни са реком, а не окомити. Водопади су високи од 10 m (33 ft) до 12 m (39 ft) и широки између 1.800 m (5.900 ft) и 3.000 m (9.800 ft). Они су удаљени 1.215 km (755 mi) од ушћа реке. Државни парк Турво од 17.491 ha (43.220 acres), формиран 1947. године, штити бразилску страну водопада.
Заједно са реком Парана, Уругвај формира ушће Рио де ла Плате. Пловно је из околине Салто Чика. Његова главна притока је Рио Негро, који настаје на југу Бразила и пролази кроз Уругвај 500 km до ушћа у реку Уругвај, која се налази 100 km северно од ушћа Уругваја у Рио де ла Плату, у Пунти Горда, департман Колонија, Уругвај.
Реку прелази испод пет међународних мостова који се зову (од севера ка југу): Интеграциони мост и Међународни мост Пасо де лос Либрес-Уругвајана, између Аргентине и Бразила; и мост Салто Гранде, мост Генерал Артигас и мост Либертадор Генерал Сан Мартин између Аргентине и Уругваја.
Слив реке Уругвај има површину од 365.000 km2 (141.000 sq mi). Његова главна економска употреба је производња хидроелектричне енергије, а у доњем делу је брана браном Салто Гранде и брана Ита узводно у Бразилу.

## Порекло имена
Име реке обично потиче од шпанских досељеника који су тумачили реч на гуаранском језику, коју су становници региона користили да је означавају. Постоји неколико тумачења, укључујући „река уру (аутохтона птица)” и „[река] уругуа” (аутохтони гастропод, Pomella megastoma).

## Конфликт фабрике целулозе
Аргентина и Уругвај су доживели сукоб око изградње фабрике целулозе на реци Уругвај. Две европске компаније, ENCE и Ботнија, предложиле су изградњу фабрика за прераду целулозе у Фрај Бентосу, Уругвај, наспрам Гуалегуајчу, Аргентина. Према споразуму из 1975. године, Аргентина и Уругвај су требало да се заједнички договоре о питањима која се односе на реку Уругвај. Аргентина је тврдила да је Уругвај прекршио споразум. Поред тога, Аргентина је сматрала да финска компанија Ботнија загађује рибу и целокупну околину реке, док је Уругвај тврдио да фабрика не таложи велику количину токсина у реци Уругвај.
Почевши од априла 2005. године, становници Гуалегуајча, као и многи други, протестовали су, тврдећи да ће фабрика загадити реку коју деле две земље. Почетком 2006. сукоб је ескалирао у дипломатску кризу, принудивши једну од компанија да помери пројекат 250 km (160 mi) јужно. Почевши од децембра 2005. године, аргентински демонстранти су повремено блокирали међународне мостове који повезују аргентинску провинцију Ентре Риос са Уругвајем, што је изазвало велике поремећаје у комерцијалном саобраћају и туризму.
Аргентина је 2006. изнела спор пред Међународни суд правде. ICJ је завршио саслушања између Аргентине и Уругваја у вези са спором 2. октобра 2009. Суд је 2010. пресудио да иако Уругвај није обавестио Аргентину о изградњи фабрика целулозе, постројења нису загадила реку, те да би затварање преосталих фабрика целулозе било неоправдано. Касније 2010. године, Аргентина и Уругвај су основали заједничку комисију за координацију активности на реци.